# I BEG YOU (THE BAWDIESの曲)
「I BEG YOU」（アイ・ベッグ・ユー）は、日本のロックバンド・THE BAWDIESの通算1枚目のシングル。

## 解説
- バンド初のシングル。
- アナログ盤も同時発売。CDとは収録曲数が異なる。

## 収録曲

### CD
1. I BEG YOU
2. BABY SUE
3. Stay awake till the dawn
4. Send me back

### アナログ盤
1. I BEG YOU
2. BABY SUE